# Susan Kilrain
Susan Still Kilrain (Augusta, Georgia, 1961. október 24. –) amerikai mérnök, pilóta, űrhajósnő. Férje Colin Kilrain altengernagy.

## Életpálya
1982-ben az Embry-Riddle Aeronautical Egyetemen (Florida) szerzett repülőmérnöki alapdiplomát. A Lockheed Corporation mariettai gyárában szélcsatorna-felelősként dolgozott. 1985-ben a Georgia Institute of Technologyn mérnöki mesterdiplomát szerzett. 1987-ben kapott repülőgép-vezetői jogosítványt. A TA–4J Skyhawk repülőgépek oktatójaként szolgált. Az EA–6A Electric változatait repülte.  2005-ben tesztpilóta-kiképzést kapott. Több mint 3000 órát töltött a levegőben, több mint 30 különböző repülőgépet repült, illetve tesztelt.
1994. december 9-től a Lyndon B. Johnson Űrközpontban részesült űrhajóskiképzésben. Az Űrhajózási Hivatal megbízásából a NASA törvényerejű ügyeinek képviselője Washingtonban. Két űrszolgálata alatt összesen 19 napot, 15 órát és 58 percet (471 óra) töltött a világűrben. Űrhajós pályafutását 2002 decemberében fejezte be. Ezután munkáját a Puerto Ricó-i haditengerészeti bázison folytatta.

## Űrrepülések
- STS–83, a Columbia űrrepülőgép 22. repülésének pilótája. A Spacelab (MSL–1), a mikrogravitációs laboratóriumi program a Space Shuttle energiaellátása miatt félbeszakadt. Első űrszolgálata alatt összesen 3 napot, 23 órát és 13 percet (95 óra) töltött a világűrben. 2 400 000 kilométert (1 500 000 mérföldet) repült, 83 kerülte meg a Földet.
- STS–94, a Columbia űrrepülőgép 23. repülésének pilótája. Az STS–83 űrrepülésen félbeszakadt Spacelab (MSL–1) programot folytatták. második űrszolgálata alatt összesen 15 napot, 16 órát és 45 percet (377 óra) töltött a világűrben. 10 000 000 kilométert repült, 251-szer kerülte meg a Földet.